# Buthus boumalenii
Espèce
Buthus boumalenii est une espèce de scorpions de la famille des Buthidae.

## Distribution
Cette espèce est endémique du Drâa-Tafilalet au Maroc. Elle se rencontre vers Boumalne-Dadès. 

## Description
La femelle holotype mesure 70,61 mm et le mâle paratype 69,82 mm.

## Étymologie
Son nom d'espèce lui a été donné en référence au lieu de sa découverte, Boumalne-Dadès.

## Publication originale
- Touloun & Boumezzough, 2011 : « Une nouvelle espèce du genre Buthus Leach, 1815 (Scorpiones: Buthidae) du Maroc. » Boletín de la Sociedad Entomológica Aragonesa, no 48, p. 183-187 (texte intégral).